# ダーウード・ハーン・パンニー

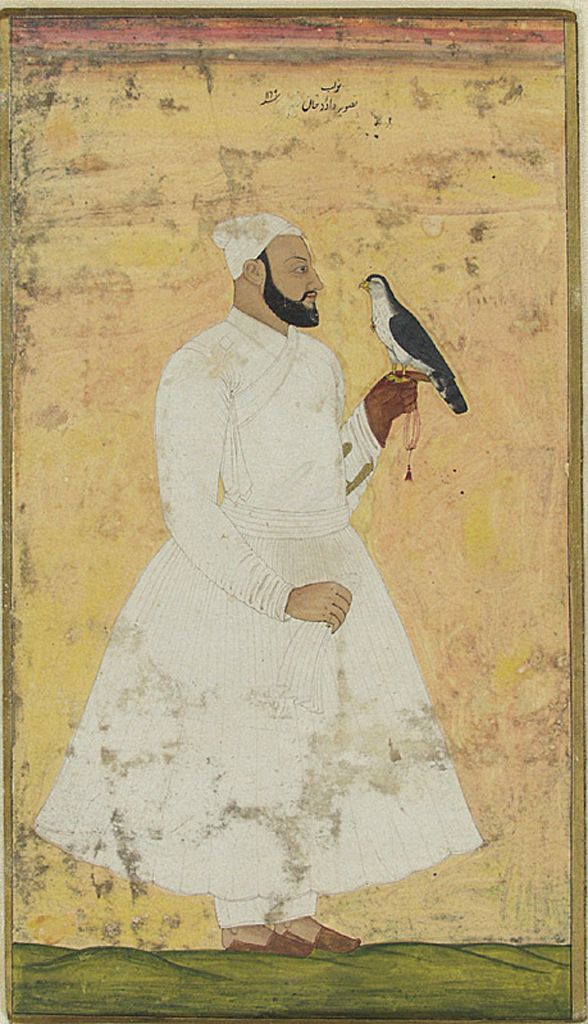
ダーウード・ハーン・パンニー

ダーウード・ハーン・パンニー（Daud Khan Panni, 生年不詳 - 1715年9月6日）は、北インド、ムガル帝国の政治家・武将。カルナータカ太守、デカン総督でもある。

## 生涯

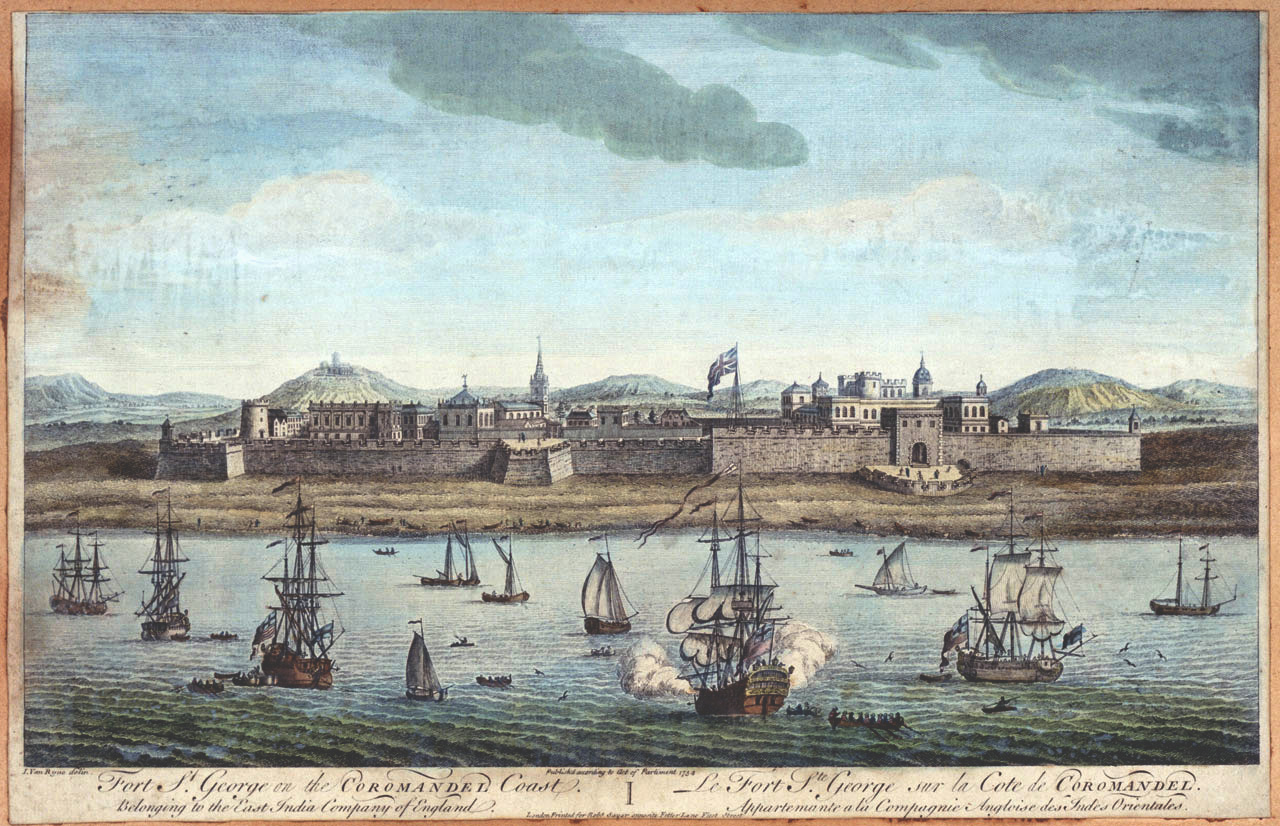
マドラスのセント・ジョージ要塞

ダーウード・ハーンはカルナータカのビジャープルの出身である。彼はアフガン系のパンニーに属していた。
1701年、ダーウード・ハーンは帝国軍の司令官に任命され、1703年にカルナータカ太守ズルフィカール・ハーンがデカン総督に任命されると、新たなカルナータカ太守に任命された。同年、ダーウード・ハーンは10,500ルピーを使い、セイロンから30頭から50頭の戦象を購入した。なお、この購入はセイロン王から認められたものであった。
1708年10月5日、ダーウード・ハーンは在任中、イギリス東インド会社にマドラス近郊の5村を与える勅令（ファルマーン）を発行した。
1710年、デカン総督ズルフィカール・ハーンが帝都に召喚されると、ダーウード・ハーン新たなデカン総督となり、カルナータカ太守はサアーダトゥッラー・ハーンが交代する形で引き継いだ。
とはいえ、ダーウード・ハーンは宰相ズルフィカール・ハーンの代理人のような役割を果たし、在任中にマラーターとの間で 1711年にズルフィカール・ハーンが結んだ私的な取り決めを再確認した。その取り決めでは、マラーター王国にチャウタ（諸税の4分の1を徴収する権利）とサルデーシュムキー（諸税の10分の1とは別に徴収する権利）を認めていたが、それは帝国の官吏が徴収し、マラーター側に渡すというものであった。
1713年2月、帝位継承戦争で敗者の側に加担したズルフィカール・ハーンがサイイド兄弟に殺害されたのちも、ダーウード・ハーンはデカンに留まり続けたが、1715年9月6日にデカンに赴任したフサイン・アリー・ハーンによってブルハーンプル近郊で殺害された。